# مولن روژ (مجله)
مولن روژ (به انگلیسی: Moulin rouge)  مجله مردانه در روسیه بود که از سال ۲۰۰۳ تا ۲۰۰۸ توسط انتشارات رودیونوف منتشر شد. 